# Ptychohyla acrochorda
Ptychohyla acrochorda es una especie de anfibio anuro de la familia Hylidae.

## Distribución geográfica
Esta especie es endémica del norte de Oaxaca, México. Habita entre los 594 y 900 m de altitud en el lado atlántico de la Sierra Juárez.

## Publicación original
- Campbell & Duellman, 2000 : New species of stream-breeding hylid frogs from the northern versant of the highlands of Oaxaca, Mexico. Scientific Papers of the Natural History Museum of the University of Kansas, vol. 16, p. 1-28.[6]